# Cervona ruta (film)
Cervona ruta este un film muzical ucrainean, primul musical sovietic ucrainean cu participarea Sofiei Rotaru.